# Antipodogomphus proselythus
Antipodogomphus proselythus är en trollsländeart som först beskrevs av Martin 1901.  Antipodogomphus proselythus ingår i släktet Antipodogomphus och familjen flodtrollsländor. Inga underarter finns listade i Catalogue of Life.